# Larry Kayode
Larry Kayode, bürgerlich Tobi Olarenwaju Ayobami Kayode (* 8. Mai 1993 in Ibadan), ist ein nigerianischer Fußballspieler.

## Karriere

### Verein
Kayode begann seine Karriere in Nigeria beim Marvellous FC. 2008 wechselte er nach Ghana zu Red Bull Ghana. Dort spielte er zwei Jahre, ehe er im Januar 2010 in die Elfenbeinküste zu ASEC Mimosas wechselte. Nach einem halben Jahr wurde er für eineinhalb Jahre an die AFAD Djékanou verliehen. 
Nach seiner Rückkehr zu ASEC wurde von Januar bis Dezember 2012 in die Schweiz zum FC Luzern verliehen. Sein Debüt gab er am 21. Spieltag 2011/12 im Spiel gegen den FC Lausanne-Sport. Es blieb sein einziges Spiel für den FC Luzern. Nach seiner Rückkehr wurde er sofort weiterverliehen, diesmal nach Nigeria zum Heartland FC. Nach neun Monaten wurde er ein letztes Mal verliehen, diesmal nach Israel zu Maccabi Netanja. Nach dem Ende des Leihgeschäfts verpflichteten die Israelis ihn fest. 
Zur Saison 2015/16 wechselte er nach Österreich zum Bundesligisten FK Austria Wien, bei dem er einen bis Juni 2019 gültigen Vertrag erhielt. Sein Debüt gab er am ersten Spieltag jener Saison gegen den Wolfsberger AC.
Im August 2017 wechselte er nach England zu Manchester City und wurde umgehend nach Spanien an den FC Girona verliehen.
Nach wenig Erfolg in Spanien wurde Kayode am 2. März 2018 bis zum Ende der Saison 2017/18 an den ukrainischen Erstligisten Schachtar Donezk weiterverliehen. Dort kam er bis zum Saisonende auf sechs Ligaeinsätzen, in denen er zwei Tore erzielte. Mit Schachtar Donezk wurde er Meister und Pokalsieger. Zur Saison 2018/19 erwarb Schachtar Donezk von Manchester City die Transferrechte an Kayode und stattete ihn mit einem Vertrag mit einer Laufzeit bis zum 30. Juni 2023 aus. Für die Spielzeit 2019/20 wurde er an den türkischen Erstliganeuling Gaziantep FK ausgeliehen. Zwischen 2020 und 2022 spielte er dann leihweise für Sivasspor, für das er 66 Mal in der Süper Lig zum Einsatz kam.

### Nationalmannschaft
Nachdem Kayode zuvor bereits für diverse nigerianische Jugendnationalmannschaften gespielt hatte, wurde er im März 2017 erstmals in den Kader der A-Nationalmannschaft berufen. Sein Debüt gab er in jenem Monat, als er in einem Testspiel gegen den Senegal in der 76. Minute für Ahmed Musa eingewechselt wurde.

## Erfolge und Auszeichnungen
Schachtar Donezk
- Ukrainischer Meister: 2018
- Ukrainischer Pokalsieger: 2018

Sivasspor
- Türkischer Pokalsieger: 2022

### Auszeichnungen
- Torschützenkönig der österreichischen Bundesliga: 2017